# Der Brigant (1952)
Der Brigant ist ein US-amerikanischer Abenteuerfilm aus dem Jahr 1952 von Phil Karlson mit Anthony Dexter und Jody Lawrance in den Hauptrollen. Der Film wurde von Resolute Pictures produziert und basiert auf dem Roman El Salteador von Alexandre Dumas dem Älteren.

## Handlung
Im frühen 19. Jahrhundert wird in der marokkanischen Wüste eine kleine Karawane des Botschafters Don Castro überfallen. Die Kavallerie des Sultans unter Captain Delargo kann den Angriff abwehren und die Karawane zurück in das Lager des Sultans eskortieren. Am Abend erkundigt sich Castro nach Delargo, dessen Vater Kommandant der königlichen Garde war und mit der Schwester des Monarchen durchbrannte. Delargo wird in seinem Zelt von Doña Castro aufgesucht, die mit ihm vor Monaten eine Affäre hatte. Don Castro findet seine Frau im Zelt Delargos, die Männer duellieren sich mit ihren Schwertern. Dabei gerät das Zelt in Brand. Delargo verletzt Castro tödlich, der im Todeskampf seine Frau erschießt, während Delargo das Feuer bekämpft. Delargo wird zu König Lorenzo III geschickt, der die Angelegenheit beurteilen soll. Premierminister Triano unterbricht ein Treffen des Königs mit der Gräfin Flora und rät, die Untersuchung auf Grund der verblüffenden Ähnlichkeit zwischen Delargo und dem König nicht öffentlich durchzuführen. Lorenzo entschließt sich, Delargos Hinrichtung bekanntgegeben, ihn gleichzeitig aber unerkannt nach Portugal entkommen zu lassen. 
Prinz Ramón, Cousin des Königs, will die geplante Hochzeit Lorenzos mit Prinzessin Teresa verhindern. Unterstützt wird er vom Kavalleriemajor Schrock und den Franzosen De LaForce. Bei der am nächsten Tag stattfindenden Jagd soll der König ein manipuliertes Gewehr benutzen. Am Abend versichert Lorenzo Gräfin Flora seiner Liebe, auch wenn er die Prinzessin aus politischen Gründen heiraten muss. Seinen Liebesschwur lässt er in ein Medaillon eingravieren. Am nächsten Tag wird der König bei der Jagd durch das manipulierte Gewehr schwer verletzt. Captain Ruiz bringt den bewusstlosen Herrscher zu Triano, der den Arzt Dr. Lopez holen lässt. Triano und Ruiz vermuten Ramón als Urheber des Unfalls und wollen die Verletzung des Königs geheim halten. Beide erreicht die Nachricht, dass Prinzessin Teresa früher als geplant eintreffen werde. Triano schickt Ruiz los, der Delargo zurückholen soll und versteckt Lorenzo in einem verlassenen Waffendepot. Delargo soll den Platz des Königs einnehmen und Teresa begrüßen. In aller Eile wird Delargo in Etikette und Protokoll unterrichtet. Ramón und De LaForce sind beim Erscheinen des falschen Königs verunsichert. Teresa, die von Lorenzos Verhältnis zu Flora weiß, ist von der Herzlichkeit des Königs überrascht. Triano warnt Delargo, damit die Prinzessin nicht verletzt wird, wenn der echte Lorenzo seinen Platz einnimmt. Den Rest des Abends verbringt Delargo mit Flora. Ramón und De LaForce sind misstrauisch geworden und beauftragen Flora, die wahre Identität des vermeintlichen Königs herauszufinden. Ihr wird klar, dass es nicht Lorenzo ist, weil Delargo das Medaillon mit dem Liebesschwur nicht erkennt. Sie will den Aufenthaltsort des Königs herausfinden, doch Delargo kennt ihn nicht. Flora warnt ihn vor Ramón, der hinter dem Jagdunfall steckt und versichert dann dem Prinzen, dass es der echte König ist. Der Prinz ist sich sicher, dass die Gräfin lügt. Er lädt Delargo zu einer Feier ein, führt ihn aber in die Krypta des Schlosses. Dort foltern ihn De LaForce und Schrock, damit er verrät, wo Lorenzo ist. 
Zwei Stunden vor der Hochzeitszeremonie am folgenden Tag wird Triano von Ruiz alarmiert, dass Delargo die ganze Nacht über verschwunden ist. In der Krypta stellt sich Delargo bewusstlos. Als er entfesselt wird, kann er entkommen. Im Palast wartet die verärgerte Prinzessin, dass der König endlich erscheint. Zu Ramóns Entsetzen taucht Delargo gerade noch rechtzeitig auf. Als Dank für ihre Unterstützung bringt Triano Flora zu Lorenzo, der seinen Cousin an den Galgen bringen will. Ramón befragt in der Zwischenzeit Dr. Lopez. Er wird unterrichtet, dass Carnot, einer von Schrocks Männern, Flora gefolgt ist. Ramón und De LaForce benutzen den Arzt, um in das Waffendepot zu gelangen und töten dann ihn und die Wachen. Triano will Delargo für seine Dienste Entlohnung, da sich Lorenzo von seinen Verletzungen erholt hat. Delargo seinerseits will sich bei Teresa entschuldigen, die über die Situation aufgeklärt wurde. De LaForce erscheint im Palast und erklärt, dass Lorenzo von Ramón gefangen genommen wurde. Triano lehnt eine mögliche Abdankung des Königs ab, was Carnot, der die Diskussion belauscht hat, Ramón wissen lassen will. Delargo und Ruiz folgen Carnot und dringen durch einen Geheimgang ins Depot ein. Ramón will Lorenzo zur Abdankung zwingen und droht ihm mit dem Tod. Flora, die Lorenzo helfen will, wird von ihm erstochen. Delargo stellt Ramón und Schrock und duelliert sich mit beiden. Lorenzo will trotz seines geschwächten Zustandes helfen, wird aber von Ramón getroffen, der seinerseits von Delargo getötet wird. Der sterbende König dankt Delargo für seine Dienste. Delargo will nun die Rolle des Königs ablegen, doch Teresa weist ihn darauf hin, dass Lorenzo der letzte Erbe der königlichen Familie ist. Sie erklärt, dass sie glücklich wäre, seine Frau zu werden.

## Produktion

### Hintergrund
Gedreht wurde der Film vom 2. August bis zum 14. September 1951 in Hollywood.

### Stab
Robert Peterson oblag die künstlerische Leitung. Jean Louis war für das Kostümbild zuständig. Musikalischer Direktor war Morris Stoloff.

### Besetzung
In kleinen nicht im Abspann erwähnten Nebenrollen traten George Melford und Jack Rice auf.

## Synchronisation
Für den Film entstanden zwei Synchronfassungen. In der ersten Fassung für den Kinoeinsatz wurde Anthony Dexter von Ernst Wilhelm Borchert gesprochen.
Eine zweite Fassung entstand für die TV-Ausstrahlung.
| Rolle                  | Schauspieler     | Deutscher Synchronsprecher |
| ---------------------- | ---------------- | -------------------------- |
| Cpt. Delargo           | Anthony Dexter   | Norbert Gescher            |
| König Lorenzo          | Anthony Dexter   | Udo Schenk                 |
| Prinzessin Teresa      | Jody Lawrance    | Rita Engelmann             |
| Gräfin Flora           | Gale Robbins     | Marina Krogull             |
| Prinz Ramón            | Anthony Quinn    | Wolfgang Kühne             |
| Premierminister Triano | Carl Benton Reid | Eric Vaessen               |
| Cpt. Ruiz              | Ron Randell      | Frank-Otto Schenk          |
| De LaForce             | Fay Roope        | Gerd Holtenau              |
| Carnot                 | Carleton Young   | Alexander Herzog           |
| Major Schrock          | Ian MacDonald    | Raimund Krone              |
| Dr. Lopez              | Lester Matthews  | Klaus Jepsen               |
| Baronin Isabella       | Barbara Brown    | Luise Lunow                |
| Sultan                 | Walter Kingsford | Jochen Thomas              |
| Don Castro             | Donald Randolph  | Henning Gissel             |
| Doña Castro            | Mari Blanchard   | Karin David                |
| Erzbischof             | Holmes Herbert   | Wolf Rüdiger Reutermann    |

Die Einleitung wurde von Eric Vaessen gesprochen.

## Veröffentlichung
Die Premiere des Films fand am 25. Juni 1952 in New York statt. In der Bundesrepublik Deutschland kam er am 25. Dezember 1952 in die Kinos, in Österreich im Jahr 1953. Im Fernsehen wurde er auch unter dem Titel Der Doppelgänger des Königs ausgestrahlt.

## Kritiken
Das Lexikon des internationalen Films schrieb: „Operettenhaft-romantisches Kostümabenteuer.“
Howard Thompson von der The New York Times bezeichnete den Film als harmlosen Zeittotschläger, der gutmütig nahelege, dass Monarchen und ihre Untergebenen so menschlich wie jeder andere auch seien.
Der Kritiker des TV Guide sah einen unterhaltsamen, gedankenlosen Mantel-und-Degen-Film, der vieles Anthony Quinns Bravour verdanke.